# ألينا غريسيلز
ألينا غريسيلز (مواليد 12 أبريل 1996) هي لاعبة كرة يد ألمانية تلعب في نادي بوروسيا دورتموند ومنتخب ألمانيا.

## روابط خارجية
- ألينا غريسيلز على موقع الاتحاد الدولي لكرة اليد (الإنجليزية)
- ألينا غريسيلز على موقع الاتحاد الأوروبي لكرة اليد (الإنجليزية)
- ألينا غريسيلز على موقع اللجنة الأولمبية الدولية (الإنجليزية)
- ألينا غريسيلز على موقع اللجنة الأولمبية الألمانية (الألمانية)